# Haibrany Ruiz Díaz
Haibrany Ruiz Díaz, vollständiger Name Haibrany Nick Ruiz Díaz Minervino, (* 31. August 1992 in Montevideo) ist ein uruguayischer Fußballspieler.

## Karriere
Der 1,77 Meter große Defensivakteur Ruiz Díaz gehörte zu Beginn seiner Karriere spätestens ab der Apertura 2011 bis in den September 2013 dem Kader des in Montevideo beheimateten Vereins Bella Vista an. In der Saison 2011/12 absolvierte er 22 Partien (kein Tor) in der Primera División. In der Spielzeit 2012/13 folgten weitere 22 Erstligaeinsätze (kein Tor). Im September 2013 wechselte er in die Segunda División zum Club Atlético Progreso. Bis zum Saisonabschluss lief er dort 23 Zweitligaspiele und erzielte zwei Treffer. Im August 2014 schloss er sich dem Zweitligisten Boston River an. In der Saison 2014/15 wurde er 24-mal (drei Tore) in der zweithöchsten uruguayischen Spielklasse eingesetzt. Mitte August 2015 verließ er den Verein zugunsten des vom Venezolaner Loai Abo Karam trainierten libanesischen Klubs Salam Zgharta. Der auch als Haibrani Minirvino geführte Spieler absolvierte dort 20 Ligaspiele (zwei Tore). Im Juli 2016 kehrte er nach Uruguay zurück und spielt fortan für den Club Atlético Rentistas. In der Saison 2016 bestritt er bei den Montevideanern zehn Zweitligaspiele (kein Tor).